# Eendenbekkikker
De eendenbekkikker (Triprion petasatus) is een kikker uit de familie boomkikkers (Hylidae) en het monotypische geslacht Triprion.
De groep werd voor het eerst wetenschappelijk beschreven door Edward Drinker Cope in 1865. Oorspronkelijk werd de wetenschappelijke naam Pharyngodon petasatus gebruikt. De soort behoorde meer recentelijk (2005) tot het geslacht Hyla. De pantserkopboomkikker werd vroeger ook tot dit geslacht gerekend, maar tegenwoordig wordt deze soort als een vertegenwoordiger van het geslacht Diaglena gezien.

## Kenmerken
De huid is bruin, grijs of groen met donkere vlekken. Deze kikker heeft een unieke snuit: een platte snuit in de vorm van een eendenbek. Hij heeft achter de ogen ook zadelvormige huidplooien, waarvan de functie niet echt duidelijk is. Hij heeft ook zwemvliezen aan de achterpoten en hechtschijfjes aan de tenen en vingers. De lichaamslengte bedraagt 5,5 tot 7,5 cm.

## Leefwijze
Deze in hoofdzaak terrestrische, nachtactieve kikker verbergt zich overdag, bij koud of droog weer meestal in een boomholte. De paring vindt plaats in de regentijd.

## Verspreiding
Triprion petasatus komt voor in Midden-Amerika en wel in Belize, Guatemala, Honduras en Mexico in graslanden met verspreide boom- of struikgroei.